# Tilo Backhaus
Tilo Backhaus (* 14. Februar 1986 in Berlin) ist ein deutscher Volleyball- und Beachvolleyballspieler und heutiger Trainer.

## Sportliche Karriere
Tilo Backhaus begann 1994 mit Hallenvolleyball. Seit 2002 spielte er national und gelegentlich auch international Beachvolleyball mit über zwanzig verschiedenen Partnern. Seine Standardpartner waren 2003 Timo Wilhelm, 2004 Stefan Uhmann, 2005 Hendrik Matthießen und Peer-Ole Mielenz, 2006/2007 Tom Götz, 2008 Manuel Rieke, 2009 Stefan Schneider, 2010 Alexander Walkenhorst und 2011/2012 Dirk Westphal. Backhaus wurde 2004 mit Stefan Uhmann Deutscher U19-Meister und hatte einige Top-Platzierungen bei Junioren-Europa- bzw. -Weltmeisterschaften. Von 2007 bis 2013 nahm er ununterbrochen an den Deutschen Meisterschaften in Timmendorf teil. Bestes Ergebnis war hier 2008 ein fünfter Platz mit Manuel Rieke.

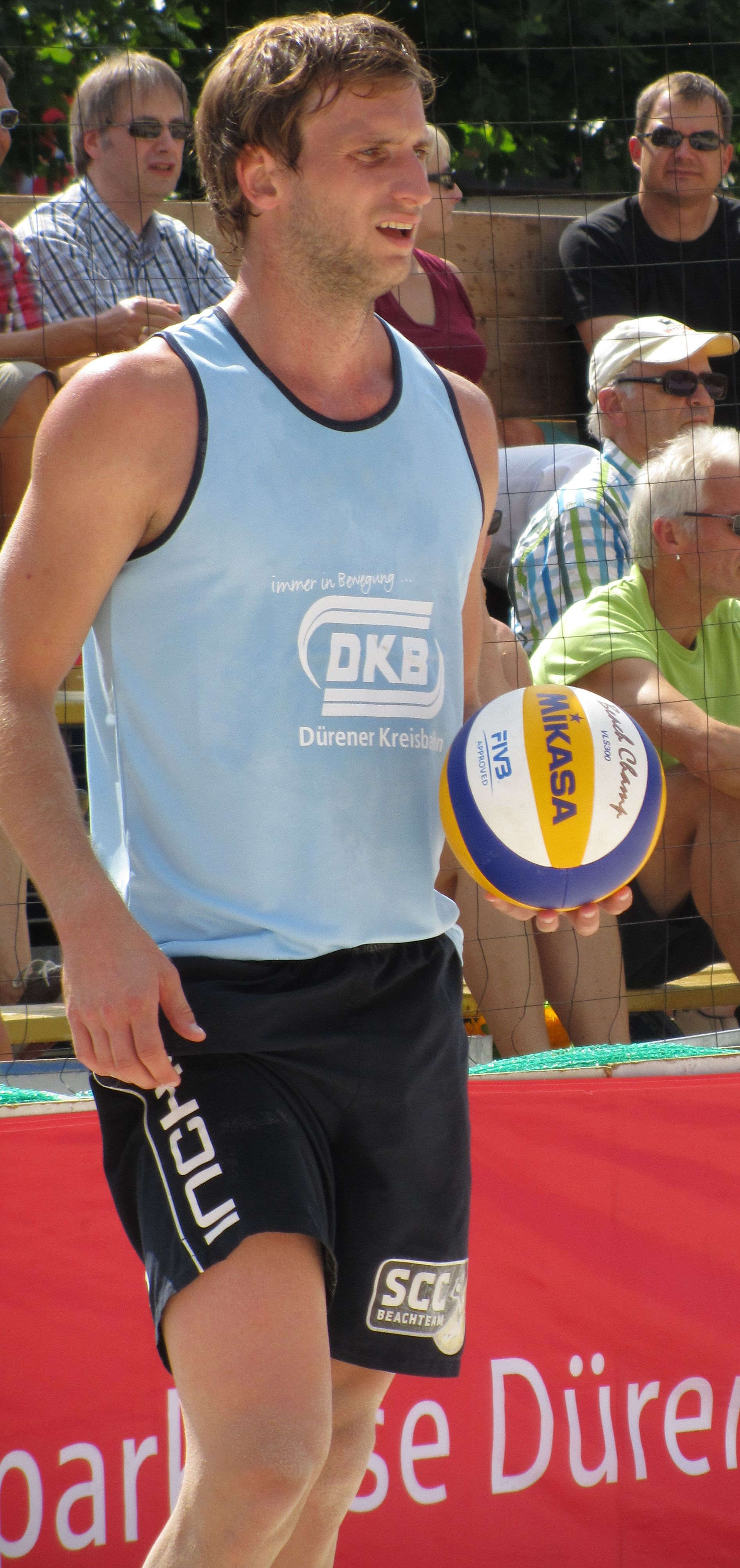
Tilo Backhaus 2011

2013 war der Münsteraner Jan Romund sein Partner. Das Team wurde trainiert von Backhaus’ Lebensgefährtin Hella Jurich, die früher in der Halle und beim Beach aktiv war.
Tilo Backhaus war auch als Hallenvolleyballer aktiv. Mit dem Berliner TSC wurde er mehrfach Deutscher Jugendmeister. Später spielte er bei VC Fortuna Kyritz, TV Rottenburg und TSGL Schöneiche in der Zweiten Bundesliga.
2013 war Backhaus auch als Beachvolleyball-Trainer des Teams Victoria Bieneck / Julia Großner tätig. Seit 2014 konzentrierte er sich voll auf den Trainerjob und betreute zunächst das deutsche Nationalteam Katrin Holtwick / Ilka Semmler. 2017 war er Bundestrainer für die Beachvolleyballerinnen am Bundesstützpunkt Hamburg.

## Privates
Backhaus war von 2014 bis 2018 mit der Beachvolleyballerin Hella Jurich verheiratet; die beiden haben eine Tochter.